# Sugino Yoshiko

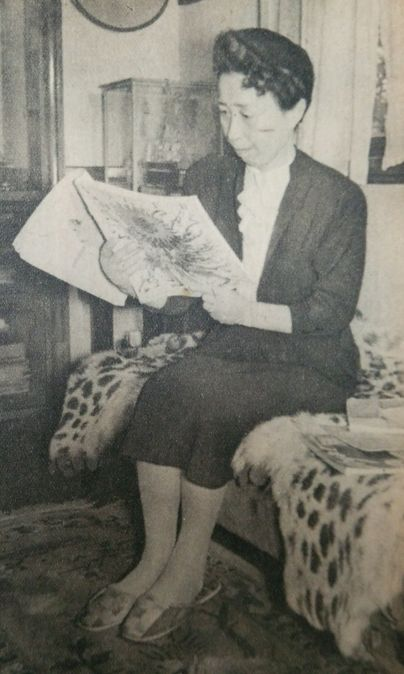
Sugino Yoshiko (1948)

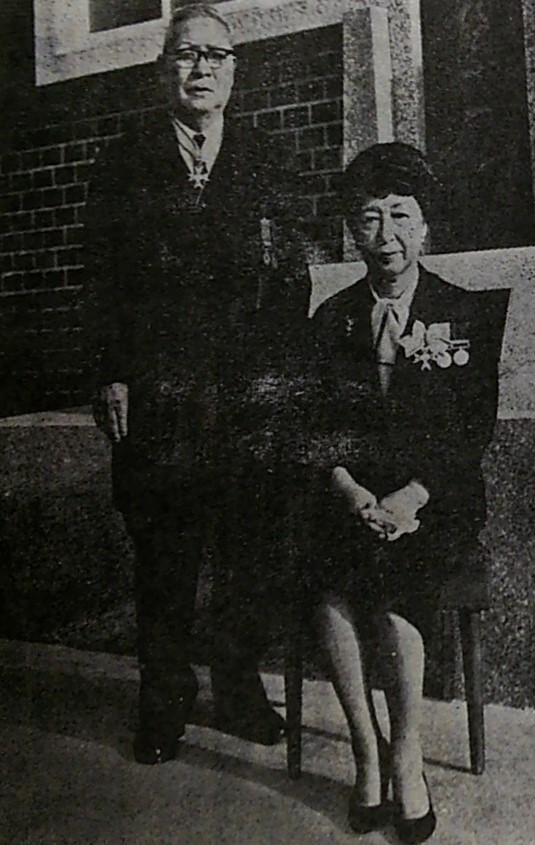
Sugino Shigeichi und Sugino Yoshiko (1966)

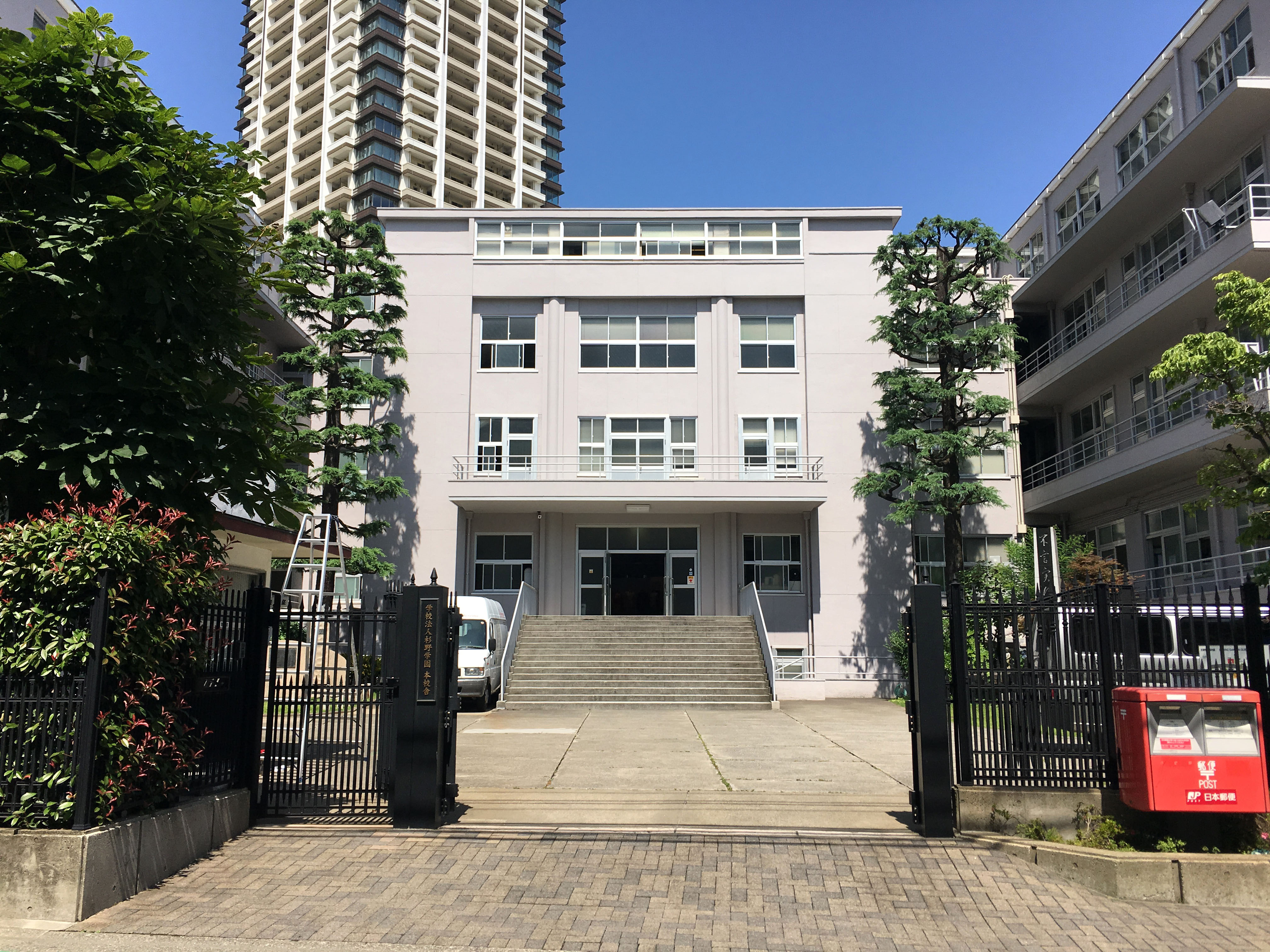
Sugino-Gakuen-Hauptgebäude (2018)

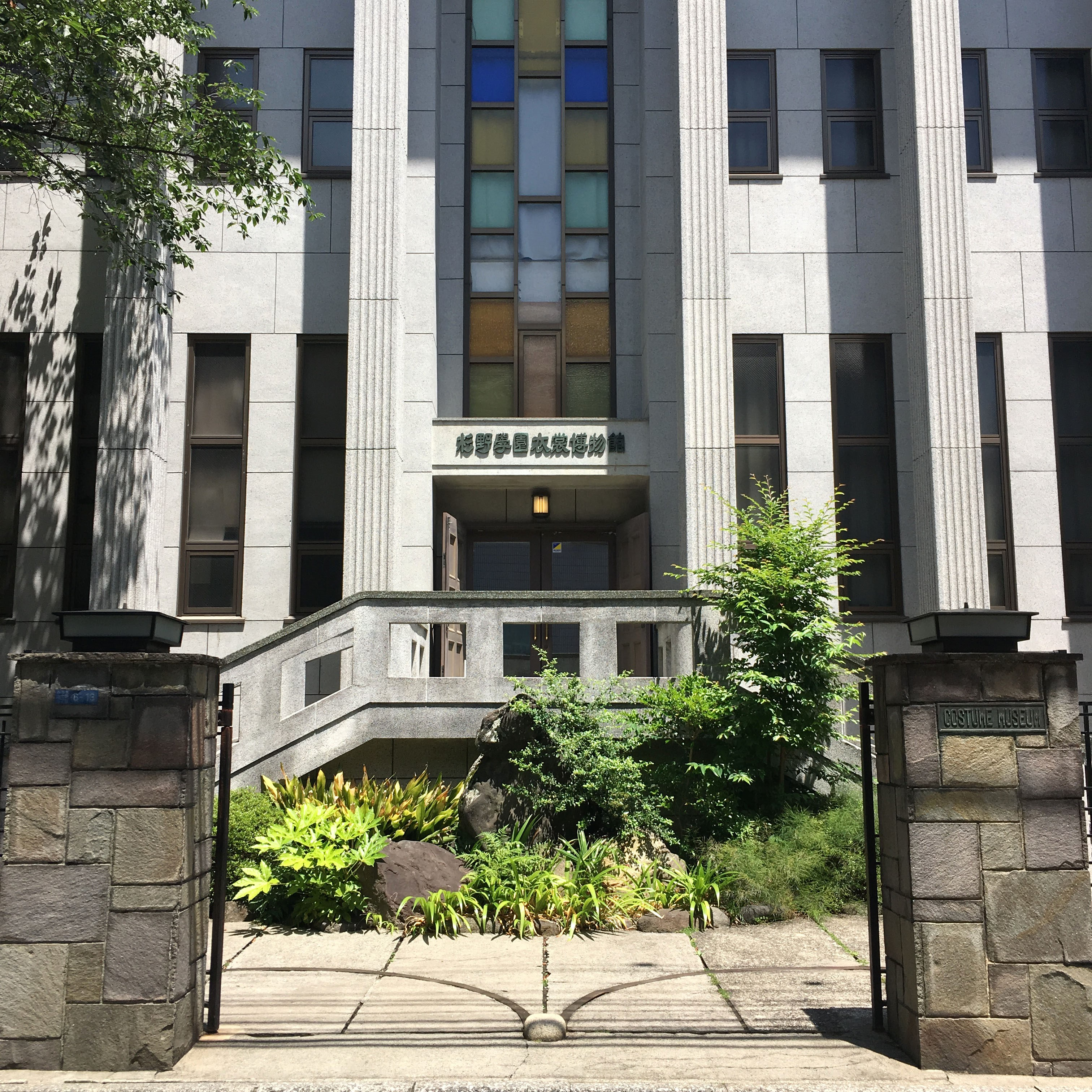
Sugino-Bekleidungsmuseum (2018)

Sugino Yoshiko (japanisch 杉野 芳子, geboren 2. März 1892 als Iwasawa Yoshiko in Kujūkuri, Präfektur Chiba; gestorben 24. Juli 1978) war eine japanische Modeschöpferin. Sugino war durch die Eröffnung der „Sugino Gakuen Dressmaker Academy“ (ドレスメーカー学院, Doresumēkā gakuin) 1926 eine Pionierin der Verbreitung westlicher Mode in Japan. 1939 eröffnete sie die Sugino Women’s University und 1957 das Sugino-Kleidermuseum. Sie betonte den handwerklich künstlerischen Aspekt der Haute Couture.

## Leben und Werk
Iwasawa Yoshiko stammte aus einer Gutsbesitzerfamilie. Sie schloss 1910 die Daiichi-Mittelschule für Mädchen in der Präfektur Chiba ab. Danach wurde sie die erste weibliche Angestellte in der Geschichte des japanischen Eisenbahnministeriums und arbeitete im Anschluss als Grundschullehrerin. Im Jahr 1914 besuchte sie die USA, um dort in New York die westliche Mode und Schneiderei zu studieren. In den USA heiratete sie den Architekten Sugino Shigeichi, der später unter anderem das Schulgebäude und das Kleidermuseum entwarf. Nach der Rückkehr nach Japan eröffnete Sugino Yoshiko 1926 eine Schule für Schneiderei (Doresumēkā-sukūru) in Toranomon, Tokio. Zuerst bestand diese nur aus einem Raum mit einer Größe von zwanzig Tatami (ca. 33 m²), in dem es 20 Tische und 4 Nähmaschinen gab. Für die Schule interessierten sich wenige junge Frauen, die Nähen als Vorbereitung auf die Ehe erlernen wollten. Später, im November 1926, wurde die Schule in Sugino Gakuen Dressmaker Academy umbenannt. Zwischen 1927 und 1930 wurden drei einjährige, professionelle Fachkurse eingerichtet: der Intensivkurs, der sogenannte Forschungskurs sowie der Meister- bzw. Lehrerkurs. Ab 1929 gab die Schule eine Broschüre mit Schnittmusterbögen im Frauenmagazin Fujin Kōron heraus. Ab 1932 war Sugino Shigeichi Vorsitzender des Instituts.
In einem modernen Bau im Hibiya-Park fand 1935 eine Präsentation statt, die als die erste echte Modenschau in Japan gilt. Es wurden Abendkleider, Mäntel, Kostüme, Hüte sowie Straßen- und Skimode vorgeführt. Nach einem erstmalig 1939 abgehaltenen Designkurs bewarben sich im folgenden Semester 1400 Schülerinnen um Aufnahme. An Hausfrauen wandte sich das Buch doresumēkā-patan-bukku (1940), nach dem über ein Nummernsystem Schnittmuster für moderne Kleidung bestellt werden konnten.
Zur Weiterbildung und Inspiration bereiste Sugino Yoshiko Amerika von Los Angeles nach New York (1937) sowie Italien, Deutschland und Frankreich (1938). Sie lernte Jeanne Lanvin und Elsa Schiaparelli kennen. Auch aus Modemagazinen wie Vogue holte sie sich Anregungen. Im Jahr 1939 eröffnete sie das Sugino Gakuen Women’s Junior College und die Sugino Women’s University, an der sie als Präsidentin und Professorin tätig war.
Während des Zweiten Weltkrieges wurde in der Schule Konfektionsware für die Kaufhäuser entworfen. Für Frauen, die sich vom offiziellen, von der Regierung propagierten Stil absetzen wollten, entwarf Sugino 1942 einen Overall mit legeren Hosen, Gürtel und Militärmütze. Da viele Studentinnen im freiwilligen Frauenarbeitsdienst waren und Abendunterricht stattfand, sank die Zahl der Studentinnen unter hundert. Die Schule brannte am Kriegsende teilweise nieder, öffnete jedoch nach wenigen Wochen wieder und zog eine große Anzahl von Interessentinnen an. Sugino nahm nach dem Krieg das Reisen wieder auf und lernte 1954 Christian Dior, Pierre Balmain und Jacques Fath kennen. 1958 hielt Pierre Cardin in der Turnhalle ihrer Schule ein Seminar über Schneidertechniken. 1961 bot die ehemalige Frauenschule erstmals eine zweijährige Ausbildung für Männer an.
Sugino gründete den Verlag Kamakura Shobō, der Modezeitschriften wie Dressmaking (1949) und Madam (1967) herausbrachte. In ihren späten Jahren war Sugino Yoshiko auf einen Rollstuhl angewiesen, war aber noch im Beruf tätig.

## Werke (Auswahl)
- Princess line evening dress[4]

## Schüler und Schülerinnen
- Akira Onozuka (小野塚 秋良: Onozuka Akira)  ZUCCa, Abschluss an der Modeschule Sugino Dress Maker Gakuen 1973[1]
- Junko Shimada (島田 順子: Shimada Junko), 1941 wurde in Chiba geboren, absolvierte 1963 ihr Studium an der Modeschule Sugino Gakuen.[1]

## Sugino-Kleidermuseum
Das Museum wurde 1957 von Sugino Yoshiko und Sugino Shigeichi als erstes Bekleidungsmuseum in Japan gegründet. Damit wollte Sugino Yoshiko einen Ort in Japan schaffen, an dem die historische Entwicklung der westlichen Kleidung aus nächster Nähe betrachtet werden konnte. Westliche Kleidung sollte damit allgemein populärer werden. Insbesondere aber sollten damit Anschauungsobjekte für die Schneidereiausbildung zur Verfügung stehen. Sugino bestückte das Museum mit Objekten, die sie selbst für die Ausbildung der Schüler und Schülerinnen gesammelt hatte.
Das Sugino-Kleidermuseum präsentiert heute in der ständigen Ausstellung westliche Kleidung, japanische Kimonos, Trachten sowie audiovisuelle Präsentationen zu Mode und Stil. Jährlich gibt es thematische Wechselausstellungen. Noch immer dient das Museum als Schausammlung für die Ausbildung.

## Trivia
Vor dem Zweiten Weltkrieg wurde das Museum nicht nur wegen der Ausstellungsobjekte von männlichen Studenten häufig besucht, sondern auch, um die Schneidereischülerinnen in eleganter westlicher Kleidung zu sehen.

## Auszeichnungen (Auswahl)
- Medaille am blauen Band (1955)[2]
- Sankei Fashion Culture Award (1956)[2]
- Chevalier de l’Ordre des Services de l’Education (Frankreich, 1957)[1]
- Charme Award (1958)[2]
- Palme Académie (Frankreich, 1959)[2]
- Orden des Heiligen Schatzes, 3. Klasse (1965)[2]
- Orden der Kostbaren Krone, 3. Klasse (1978)[2]